# Liste der Monuments historiques in Bouze-lès-Beaune
Die Liste der Monuments historiques in Bouze-lès-Beaune führt die Monuments historiques in der französischen Gemeinde Bouze-lès-Beaune auf.

## Liste der Immobilien
| Bezeichnung                                   | Beschreibung                                   | Standort                      | Kennzeichnung | Schutzstatus | Datum | Bild |
| --------------------------------------------- | ---------------------------------------------- | ----------------------------- | ------------- | ------------ | ----- | ---- |
| Vorgeschichtliche Befestigung von Le Châtelet | Abschnittsbefestigung unbekannter Zeitstellung | westlich des Ortes (Lage)     | PA00112154    | Classé       | 1922  |      |
| Roche du Pas-de-Saint-Martin                  |                                                | westlich des Ortes (Lage)     | PA00112155    | Classé       | 1912  |      |
| Tumulus von Croconnet                         | Allée couverte in Grabhügel                    | nordwestlich des Ortes (Lage) | PA00112156    | Classé       | 1912  |      |

## Liste der Objekte
| Bezeichnung                                        | Beschreibung                               | Standort                         | Kennzeichnung | Schutzstatus | Datum | Bild |
| -------------------------------------------------- | ------------------------------------------ | -------------------------------- | ------------- | ------------ | ----- | ---- |
| Grabstein für Claude des Buissons und seine Gattin | Kalkstein, bezeichnet 1632                 | in der Kirches St-Vincent (Lage) | PM21000387    | Classé       | 1910  |      |
| Skulptur Heiliger Stefan                           | Kalkstein, farbig gefasst, 16. Jahrhundert | in der Kirches St-Vincent (Lage) | PM21000388    | Classé       | 1944  |      |
| Skulptur Heiliger Vinzenz                          | Holz, farbig gefasst, 17. Jahrhundert      | in der Kirches St-Vincent (Lage) | PM21000389    | Classé       | 1944  |      |